# 슬래그

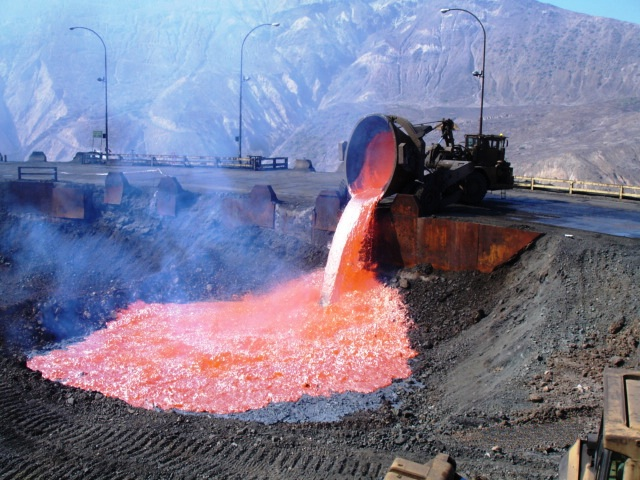
용융된 슬래그는 외부로 운반되어 쓰레기장에 부어진다.

슬래그(slag)는 제련(건식 야금) 광석과 재활용 금속의 부산물이다. 슬래그는 주로 금속 산화물과 이산화 규소의 혼합물이다. 크게는 철금속(철 및 강철을 가공할 때 발생하는 부산물), 합금철(합금철 생산 시 부산물), 비철금속/비금속(구리, 니켈, 아연, 인 등 비철 재료를 회수하는 부산물)으로 분류할 수 있다. 이러한 일반적인 범주 내에서 슬래그는 전구체 및 가공 조건(예: 고로 슬래그, 공랭식 고로 슬래그, 염기성 산소로 슬래그 및 전기 아크로 슬래그)에 따라 추가로 분류될 수 있다.
이러한 재료에 대한 수요가 높기 때문에 재활용(특히 철강 산업에서) 및 업사이클링 노력에도 불구하고 슬래그 생산량은 수년에 걸쳐 크게 증가했다. 세계철강협회(WSA)는 생산된 철강 1톤당 부산물 600kg(약 90wt%가 슬래그)이 발생하는 것으로 추정한다.

## 같이 보기
- 순환 경제
- 중금속